# Nikolay Shirshov
Nikolay Shirshov (in russo Николай Владимирович Ширшов?, Nikolaj Vladimirovič Širšov; Tashkent, 22 giugno 1974 – Rostov sul Don, 28 dicembre 2021) è stato un calciatore uzbeko di origine russa, di ruolo difensore.

## Carriera
Tra il 1996 ed il 2005 è stato nel giro della Nazionale uzbeka con la quale ha segnato 13 reti in 63 presenze.  Con la Nazionale uzbeka ha partecipato ai Coppa d'Asia 1996, 2000 e 2004.

## Statistiche

### Cronologia presenze e reti in nazionale
| Cronologia completa delle presenze e delle reti in nazionale ― Uzbekistan | Cronologia completa delle presenze e delle reti in nazionale ― Uzbekistan | Cronologia completa delle presenze e delle reti in nazionale ― Uzbekistan | Cronologia completa delle presenze e delle reti in nazionale ― Uzbekistan | Cronologia completa delle presenze e delle reti in nazionale ― Uzbekistan | Cronologia completa delle presenze e delle reti in nazionale ― Uzbekistan | Cronologia completa delle presenze e delle reti in nazionale ― Uzbekistan | Cronologia completa delle presenze e delle reti in nazionale ― Uzbekistan |
| Data                                                                      | Città                                                                     | In casa                                                                   | Risultato                                                                 | Ospiti                                                                    | Competizione                                                              | Reti                                                                      | Note                                                                      |
| ------------------------------------------------------------------------- | ------------------------------------------------------------------------- | ------------------------------------------------------------------------- | ------------------------------------------------------------------------- | ------------------------------------------------------------------------- | ------------------------------------------------------------------------- | ------------------------------------------------------------------------- | ------------------------------------------------------------------------- |
| 27-4-2001                                                                 | Tashkent                                                                  | Uzbekistan                                                                | 2 – 2                                                                     | Giordania                                                                 | Qual. Mondiali 2002                                                       | 1                                                                         |                                                                           |
| 17-8-2001                                                                 | Abu Dhabi                                                                 | Emirati Arabi Uniti                                                       | 4 – 1                                                                     | Uzbekistan                                                                | Qual. Mondiali 2002                                                       | 1                                                                         |                                                                           |
| 28-9-2001                                                                 | Doha                                                                      | Qatar                                                                     | 2 – 2                                                                     | Uzbekistan                                                                | Qual. Mondiali 2002                                                       | 1                                                                         |                                                                           |
| 19-10-2001                                                                | Tashkent                                                                  | Uzbekistan                                                                | 1 – 0                                                                     | Cina                                                                      | Qual. Mondiali 2002                                                       | 1                                                                         |                                                                           |
| 19-11-2003                                                                | Bangkok                                                                   | Hong Kong                                                                 | 0 – 1                                                                     | Uzbekistan                                                                | Qual. Coppa d'Asia 2004                                                   | 1                                                                         |                                                                           |
| Totale                                                                    |                                                                           | Presenze                                                                  | 63                                                                        |                                                                           | Reti                                                                      | 13                                                                        |                                                                           |

## Palmarès

### Club

#### Competizioni nazionali
- Campionato uzbeko: 2

Paxtakor: 1992, 1998
- Coppa dell'Uzbekistan: 2

Paxtakor: 1993, 1997

### Individuale
- Calciatore uzbeko dell'anno: 1

2001